# Otto Barwinski
Otto Barwinski, nemški general in pravnik, * 12. avgust 1890, Groß Purden, † 30. september 1969, Berlin.